# Раймон Сювіньї
Раймон Сювіньї (фр. Raymond Suvigny, 21 січня 1903 — 26 жовтня 1945) — французький важкоатлет.
Олімпійський чемпіон 1932 року в категорії до 60 кг.